# Cheikh Lô
Pour les articles homonymes, voir Lô.
Cheikh Lô est un chanteur et musicien sénégalais,  né en 1955 à Bobo Dioulasso au Burkina Faso.

## Biographie
Cheikh N'Digel Lô est né en 1955 à Bobo Dioulasso au Burkina Faso, de parents sénégalais. Il commence très jeune à jouer de la musique et à chanter.
Il rejoint Orchestre Volta Jazz, un groupe qui joue aussi bien de la pop cubaine et congolaise que de la musique traditionnelle du Burkina Faso.
Lô s'installe au Sénégal en 1978 et participe à différentes formations de mbalax. En 1985 il joue de la guitare avec de nombreux groupes ivoiriens ou français, ce qui lui donne la possibilité d'enregistrer quelques morceaux à Paris en 1987.
Lorsque son groupe se sépare, il reste à Paris. Tout en jouant avec d'autres, il développe ses propres sons, décrits comme un mélange de mbalax et de reggae avec des influences sukus. Il est alors remarqué et produit par le producteur sénégalais Ibrahima Sylla avec qui il va faire trois albums.  
Lô est membre de Baye Fall, une section de la confrérie des Mourides. C'est pourquoi il porte des dreadlocks, un signe distinctif de cette communauté musulmane très influente au Sénégal. Mais les influences reggae que l'on perçoit dans sa musique ainsi que ces dreadlocks conduisent souvent à tort à le considérer comme un Rasta. 
En 2008, il enregistre la chanson I Still Haven't Found What I'm Looking For du groupe rock U2 disponible sur l'album In The Name Of Love : Africa Celebrates U2, sorti en avril 2008.

## Discographie
- Ne La Thiass (1996) (World Circuit Records / harmonia mundi)
- Bambay Gueej (1999) (World Circuit Records / harmonia mundi)
- Lamp Fall (2005) (World Circuit Records / harmonia mundi)
- Jamm (2010) (World Circuit Records / harmonia mundi)
- Balbalou (2015) (Wagram Music / Chapter Two Records)